# Salud ocupacional
Salud ocupacional es el conjunto de actividades asociado a disciplinas multidisciplinarias, cuyo objetivo es la promoción y mantenimiento del más alto grado posible de bienestar físico, mental y social de los trabajadores de todas las profesiones promoviendo la adaptación del trabajo a la persona y de la persona a su trabajo.

## Origen de la definición
En el año 1950, se constituyó la primera sesión del Comité conjunto de la OIT/OMS sobre salud ocupacional, estableciéndose en dicha sesión la definición operativa del término.
No obstante, el uso en el idioma español por distintos medios tiene algunas diferencias en cuanto a considerar esta disciplina como sinónimo o no de medicina del trabajo, medicina ocupacional o salud laboral.  Estas diferencias se han esclarecido con el desarrollo y puesta en práctica de los principios establecidos en la definición de salud ocupacional, como una entidad multidisciplinaria, dentro de cuyas ramas se encuentran:
- Medicina del trabajo, especialidad de la medicina
- Ergonomía
- Psicología organizacional
- Higiene industrialSalud Ocupacional
- Seguridad Industrial
- Medicina Preventiva

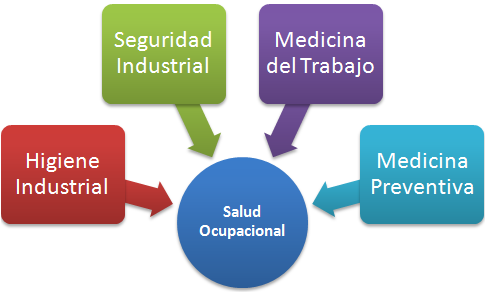
Salud Ocupacional

e incluye disciplinas jurídicas, ingenieriles, sociales y otras de la salud.

## Historia
El término salud ocupacional se relaciona directamente con el término en inglés occupational health, que también ha sido traducido como salud laboral o salud en el trabajo, derivando de esta última traducción la homología con medicina del trabajo, como se puede apreciar al comparar las versiones inglesa y española de la Enciclopedia de salud y seguridad en el trabajo.
En 1986, la reunión de expertos de la Región de las Américas, organizado por la Organización Panamericana de la Salud, utilizaron la siguiente definición: “Es el conjunto de conocimientos científicos y de técnicas destinadas a promover, proteger y mantener la salud y el bienestar de la población laboral, a través de medidas dirigidas al trabajador, a las condiciones y ambiente de trabajo y a la comunidad, mediante la identificación, evaluación y control de las condiciones y factores que afectan la salud y el fomento de acciones que la favorezcan”. Agregando a continuación “El desarrollo de la salud ocupacional, debe lograrse con la participación y cooperación de los trabajadores, empresarios, sectores gubernamentales, instituciones y asociaciones involucradas. Para proyectar y ponerla en práctica es necesaria la cooperación interdisciplinaria y la constitución de un equipo, del cual tiene que formar parte el médico de los trabajadores”.
En 1919 nace la denominada etapa social de la Medicina Laboral, con el tratado de Versalles, al establecer en su fracción XII los principios que posteriormente regirán a la Organización Internacional del Trabajo (OIT), creada con el objeto de fomentar la paz y la justicia social, mejorar las condiciones del obrero y promover la estabilidad económica y social. En 1950 a través de su Comité Mixto, fija los objetivos de la Medicina Laboral, siendo su aspiración:“La promoción y conservación del más alto grado de bienestar físico, mental y social de los trabajadores en todas las ocupaciones; la prevención entre los trabajadores de las desviaciones de la salud, causadas por sus condiciones de trabajo; la protección de los trabajadores, de riesgos que pueden resultar adversos para su salud; colocar y conservar al trabajador en un ambiente adaptado a sus condiciones fisiológicas; y para resumir, la adaptación del trabajo al hombre y década hombre a su trabajo”.
El cuidado de los trabajadores contra las enfermedades en general o las enfermedades profesionales y los accidentes resultantes de su trabajo quedan plasmados en la Constitución de la OIT. No obstante, estimaciones globales más recientes de la OIT, afirman que cada año se producen 2,78 millones de muertes relacionadas con el trabajo, de las cuales 2,4 millones están relacionadas con enfermedades profesionales. Esto no solo se traduce en sufrimiento de los trabajadores y sus familias, también conlleva a enormes costes económicos para las empresas, los países y el mundo en general. Así, se producen pérdidas relacionadas con las indemnizaciones, las jornadas laborales, interrupciones de la producción, la formación y la readaptación profesional, y altos costos por la atención sanitaria. Para los empleadores, esto se traduce en costosas jubilaciones anticipadas, pérdida de personal cualificado, absentismo y altas primas de seguro. Estas tragedias podrían evitarse con la adopción de métodos racionales de prevención, notificación e inspección y en este sentido, es la OIT que a través de normas sobre seguridad y salud en el trabajo proporciona a los gobiernos, empleadores y trabajadores los instrumentos necesarios para desarrollar estos métodos de prevención y garantizar la máxima seguridad en el trabajo.
La OIT celebra el Día Mundial de la Seguridad y la Salud en el Trabajo el 28 de abril con el fin de promover la prevención de accidentes de trabajo y enfermedades profesionales en todo el mundo. Se trata de una campaña de sensibilización cuyo objetivo es centrar la atención a nivel internacional sobre las nuevas tendencias en el ámbito de la seguridad y la salud en el trabajo y sobre la magnitud de las lesiones, enfermedades y muertes relacionadas con el trabajo.
En 2020, se conmemoró esta fecha bajo el lema "Día mundial de la seguridad y la salud en el trabajo 2020 - Detengamos la pandemia: la seguridad y la salud en el trabajo puede salvar vidas". Todo esto, reconociendo el gran reto que enfrentan los gobiernos, empleadores, trabajadores y todas las sociedades en el mundo entero para combatir la pandemia de COVID-19, el Día Mundial de la Salud y Seguridad en el Trabajo se enfocó en abordar el brote de enfermedades infecciosas en el trabajo, prestando especial atención a la pandemia de COVID-19.

## Campos de la salud Ocupacional
La salud ocupacional comprende muchas actividades y procesos para garantizar la seguridad y salud de los trabajadores. En el momento de empezar a conocer dicho conjunto, muchas veces quedamos perdidos en que campo o rama se puede uno desempeñar o cual  es de su mayor agrado. A continuación una breve descripción de estas.

### Campos de acción
- Medicina del trabajo: La medicina del trabajo es la especialidad médica que se dedica al estudio de las enfermedades y los accidentes que se producen por causa o consecuencia de la actividad laboral, así como las medidas de prevención que deben ser adoptadas para evitarlas o aminorar sus consecuencias. Se considera a Bernardino Ramazzini como el padre de la Medicina del trabajo.

- Ergonomía: Es la disciplina que se encarga del diseño de lugares de trabajo, herramientas y tareas, de modo que coincidan con las características fisiológicas, anatómicas, psicológicas y las capacidades de los trabajadores que se verán involucrados.[8]

- Psicología organizacional: Es un área de la psicología dedicada a comprender los fenómenos del comportamiento humano que ocurren en el lugar de trabajo. El área, también llamada psicología del trabajo, se dedica a resolver problemas relacionados con la gestión de recursos humanos o la gestión de personas dentro de una empresa. Para ello, busca entender cómo actúan los empleados en entornos colectivos y analizar las consecuencias de una determinada actitud en el lugar de trabajo. Se desarrolla a través de la aplicación de los principios de la psicología, buscando comprender el comportamiento individual y colectivo de los empleados, además del comportamiento organizacional de la empresa. El trabajo de la psicología organizacional es aumentar el bienestar colectivo y la calidad de vida en el ambiente de trabajo.[9]

- Higiene Industrial: Es la ciencia y el arte dedicados al reconocimiento, evaluación y control de aquellos factores de riesgos ambientales o tensiones provocadas por o con motivo del trabajo y que pueden ocasionar enfermedades, afectar la salud y el bienestar, o crear algún malestar significativo entre los trabajadores o los ciudadanos de la comunidad. La higiene en el trabajo: la higiene se define como la "parte de la medicina que tiene por objeto la conservación de la salud y los medios de precaver las enfermedades"; en consecuencia, para aplicar la higiene en el trabajo se deberá observar, establecer y además, vigilar las condiciones que conlleven y ayuden a conservar y mantener un medio de trabajo lo suficientemente sano, y de esta manera evitar al máximo enfermedades.[10]

- Seguridad Industrial: La seguridad industrial se define como un conjunto de normas y procedimientos para crear un ambiente seguro de trabajo, a fin de evitar pérdidas personales y/o materiales. Otros autores la definen como el proceso mediante el cual el hombre, tiene como fundamento su conciencia de seguridad, minimiza las posibilidades de daño de sí mismo, de los demás y de los bienes de la empresa. Otros consideran que la seguridad es la confianza de realizar un trabajo determinado sin llegar al descuido. Por tanto, la empresa debe brindar un ambiente de trabajo seguro y saludable para todos los trabajadores y al mismo tiempo estimular la prevención de accidentes fuera del área de trabajo. Si las causas de los accidentes industriales pueden ser controladas, la repetición de éstos será reducida. La seguridad industrial se ha definido como el conjunto de normas y principios encaminados a prevenir la integridad física del trabajo, así como el buen uso y cuidado de las maquinarias, equipos y herramientas de la empresa.[10]

- Medicina preventiva: La medicina preventiva es el área de la Salud Pública encargada de definir, promover, ejecutar, aplicar y evaluar aquellas actividades de prevención llevadas a cabo desde las instituciones asistenciales respecto a individuos colectivos o grupos de riesgo incluidos en el ámbito de actuación de dichas instituciones. En cambio, el concepto de medicina clínica preventiva comprende "todas las actividades preventivas de los servicios de salud pública que inciden sobre el individuo, tanto si se realizan sobre en una base individual como colectiva".[11]

## Objetivos
- Prevenir las enfermedades laborales.
- Proteger a los trabajadores de los riesgos a su salud presentes en el ambiente laboral donde se desempeñan.
- Establecer condiciones del medio ambiente adaptadas a las condiciones y capacidades físicas y psicológicas de los trabajadores.

En este contexto se definen 3 objetivos específicos:
- Mantener y promover la salud y la capacidad de trabajo de los empleados.
- Mejorar las condiciones del trabajo para favorecer la salud y la seguridad de los trabajadores.
- Desarrollar culturas y sistemas organizacionales que favorezcan la salud y la seguridad en el trabajo, promoviendo un clima organizacional positivo, una eficiencia mayor y la optimización de la productividad de la empresa.